# Malaisemyia manipurensis
Malaisemyia manipurensis is een tweevleugelige uit de familie Pediciidae. De soort komt voor in het Oriëntaals gebied.